# Coeloseris mayeri
Coeloseris mayeri är en korallart som beskrevs av Vaughan 1918. Coeloseris mayeri ingår i släktet Coeloseris och familjen Agariciidae. IUCN kategoriserar arten globalt som livskraftig. Inga underarter finns listade i Catalogue of Life.